# Hieracium tavense
Hieracium tavense là một loài thực vật có hoa trong họ Cúc. Loài này được (W.R.Linton) Ley mô tả khoa học đầu tiên năm 1909.